# سانتا في (محافظة)
محافظة سانتا في هي إحدى محافظات الأرجنتين تنقسم إلى 19 مقاطعة صغيرة يطلق عليها اسم حزب.

## أعلام
- كريستيان فيلا
- ماكسي موراليس
- بيدرو ماساتوشي
- ميغل أنخل كويلو
- حزقيال مارتينيز إسترادا
- غويلرمو فرنانديز

## روابط إضافية
- Official portal of the province نسخة محفوظة 10 أبريل 2013 على موقع واي باك مشين.. (بالإسبانية)
- Constitution of Santa Fe. (بالإسبانية)